# Iris fulva
Espèce
Iris fulva est une espèce de plantes de la famille des Iridacées originaire d'Amérique du Nord.